# 周志宏 (學者)
周志宏（1962年9月22日—），臺灣臺北市人，生於臺北市大安區，屬於通稱「大安周」之周氏家族。為臺灣公法學者，專攻憲法、行政法、教育法及公務員法，並歷任公務人員保障暨培訓委員會專任委員、中央選舉委員會委員及銓敘部部長等政府要職。

## 學經歷
1981年考入國立臺灣大學政治學系國際關係組就讀，1983年轉入同校法律學系司法組二年級就讀，曾擔任大學新聞社社長，參與台大學生爭取學生代表聯合會主席普選的運動，並參加爭取校園言論自由之「自由之愛」等運動。其間並曾參與撰寫大學改革方案芻議，積極爭取學術自由與大學自治。
1986年考入天主教輔仁大學法律學研究所公法組，在學期間曾擔任立法委員林時機自聘助理（1987-1989），協助草擬林時機及尤清等人聯合提案之大學法修正草案。1989年便以「學術自由之研究」為題，在翁岳生大法官指導下，撰寫碩士論文，取得碩士學位。1999年以「私人興學自由與私立學校法制之研究」為題，繼續在司法院院長翁岳生之指導下，取得法學博士學位。
1990年通過公務人員高等一級考試法制人員及格後，擔任法制職系公務人員，曾參與台灣地區與大陸地區人民關係條例之制定過程。同年，通過專門職業及技術人員高等考試取得律師資格。1992年辭任公務人員後，獲聘進入淡江大學公共行政學系擔任講師，1998年經李登輝總統任命，留職停薪借調擔任考試院公務人員保障暨培訓委員會專任委員，同年升等為副教授，2001年借調三年任期屆滿回校任教。
在淡江大學服務期間，曾擔任台北市教師申訴評議委員會委員、台北市教育審議委員會委員，並參與四一０教育改造運動，擔任四一○教育改造聯盟第二任召集人，主導起草四一○版教育基本法草案，並獲聘擔任行政院教育改革審議委員會研究委員。
2003年獲陳水扁總統任命為中央選舉委員會委員，前後任職6年，其間歷經連戰與宋楚瑜提起總統選舉驗票及選舉無效訴訟，擔任中央選舉委員會訴訟代理人，其後並於2017年獲蔡英文總統任命，二度擔任中央選舉委員會委員。
2005年獲聘任至國立臺北教育大學，擔任文教法律研究所所長，2013年升等教授。服務期間並歷任主任秘書、教務長兼通識教育中心主任等學校行政職務，並獲聘兼任國立臺灣大學法律學院法律學系、國立臺灣師範大學教育學院教育學系教師。2020年獲任命為銓敘部第20任部長。

## 社會參與
在社會服務方面，曾獲聘擔任行政院人權保障推動小組委員、教育部人權教育諮詢小組委員、教育部師資培育審議委員會委員、教育部幼兒教保服務諮詢會委員、國立中正文化中心績效評鑑委員會委員、文化部遺址審議委員會委員、行政法人國家電影及視聽文化中心監事、法務部毒品審議委員會委員、行政院勞工委員會勞資爭議仲裁委員、臺北市私校諮詢委員會委員、新北市教師申訴評議委員會委員兼主席、財團法人私立延平中學董事、澄社社長、社團法人臺灣文化法學會理事長及常務理事及臺灣教育法學會理事長、常務理事等工作。

## 事蹟及成就
為台灣少數專攻教育法學之學者，先後參與《教育基本法》及《文化基本法 （页面存档备份，存于）》之草擬與制定過程，擔任教育部法規委員會委員長達20年，曾參與教育部多數法規之研議，並致力於實驗教育法制之推動。
擔任銓敘部部長期間，參與或完成公務人員任用法 （页面存档备份，存于）部分條文修正、公務員服務法 （页面存档备份，存于）全文修正、專門職業及技術人員轉任公務人員條例 （页面存档备份，存于）部分條文修正、法律專業人員資格及任用條例 （页面存档备份，存于）之制定、公務人員退休資遣撫卹法 （页面存档备份，存于）之修正、公務人員個人專戶制退休資遣撫卹法 （页面存档备份，存于）之制定，為112年7月1日起新進公務人員建立退撫儲金新制。